# Mestlin
Mestlin es un municipio situado en el distrito de Ludwigslust-Parchim, en el estado federado de Mecklemburgo-Pomerania Occidental (Alemania), a una altitud de 63 metros. Su población a finales de 2016 era de 756 habs. y su densidad poblacional, 23 hab/km².

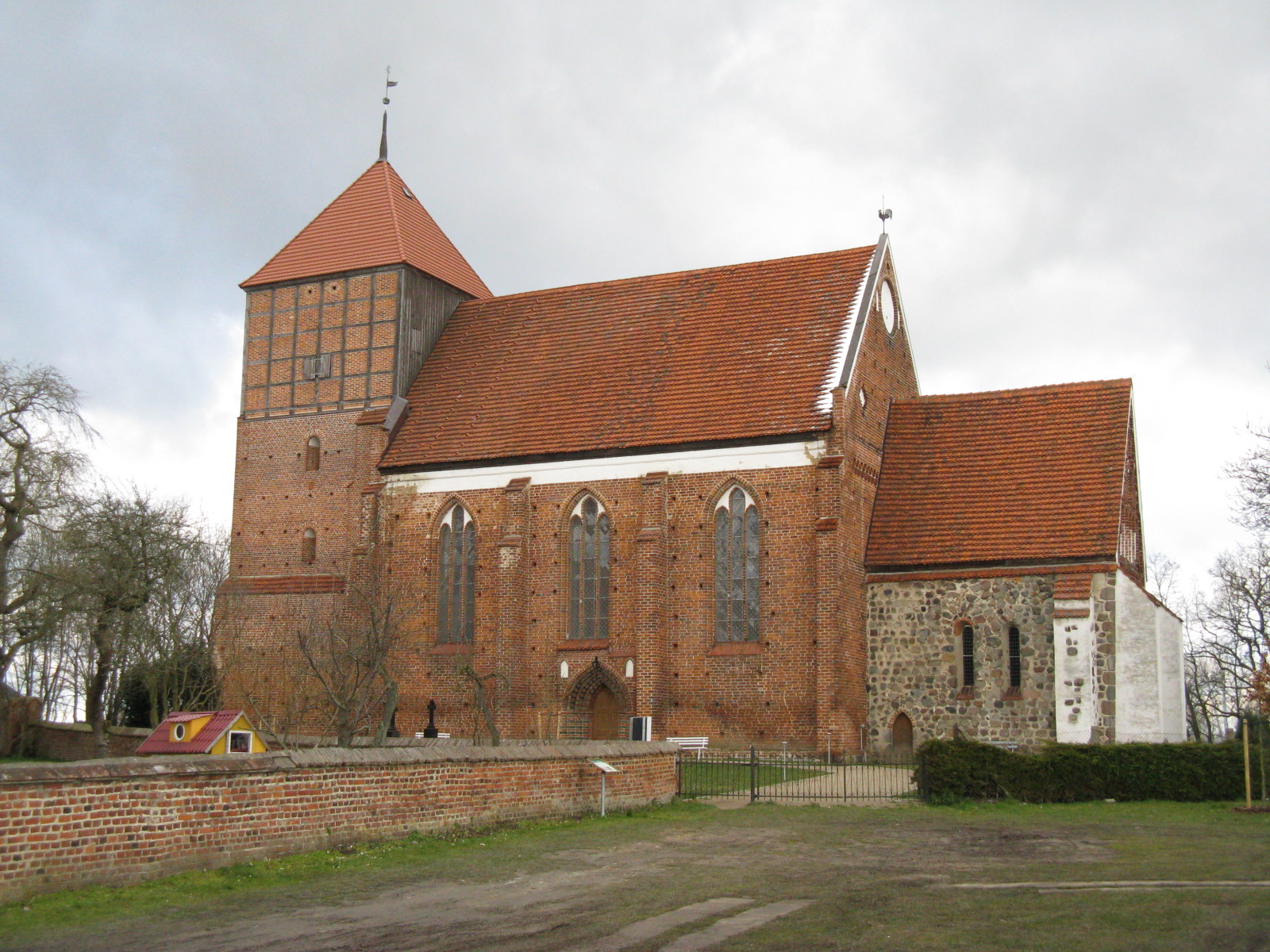
Iglesia de Mestlin